# Jagdschloss Max-Wilhelmshöhe

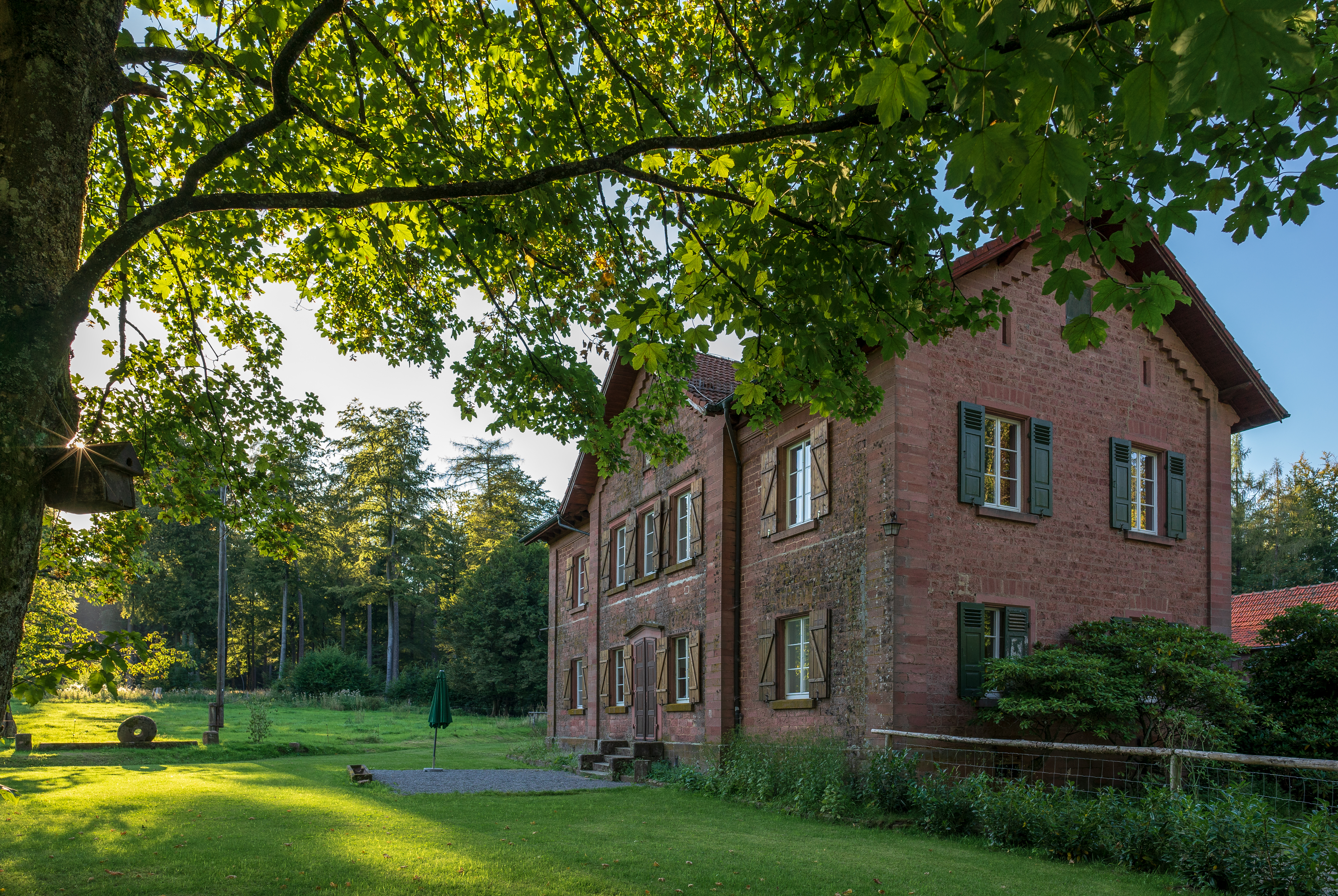
Das Herrenhaus des Jagdschlosses

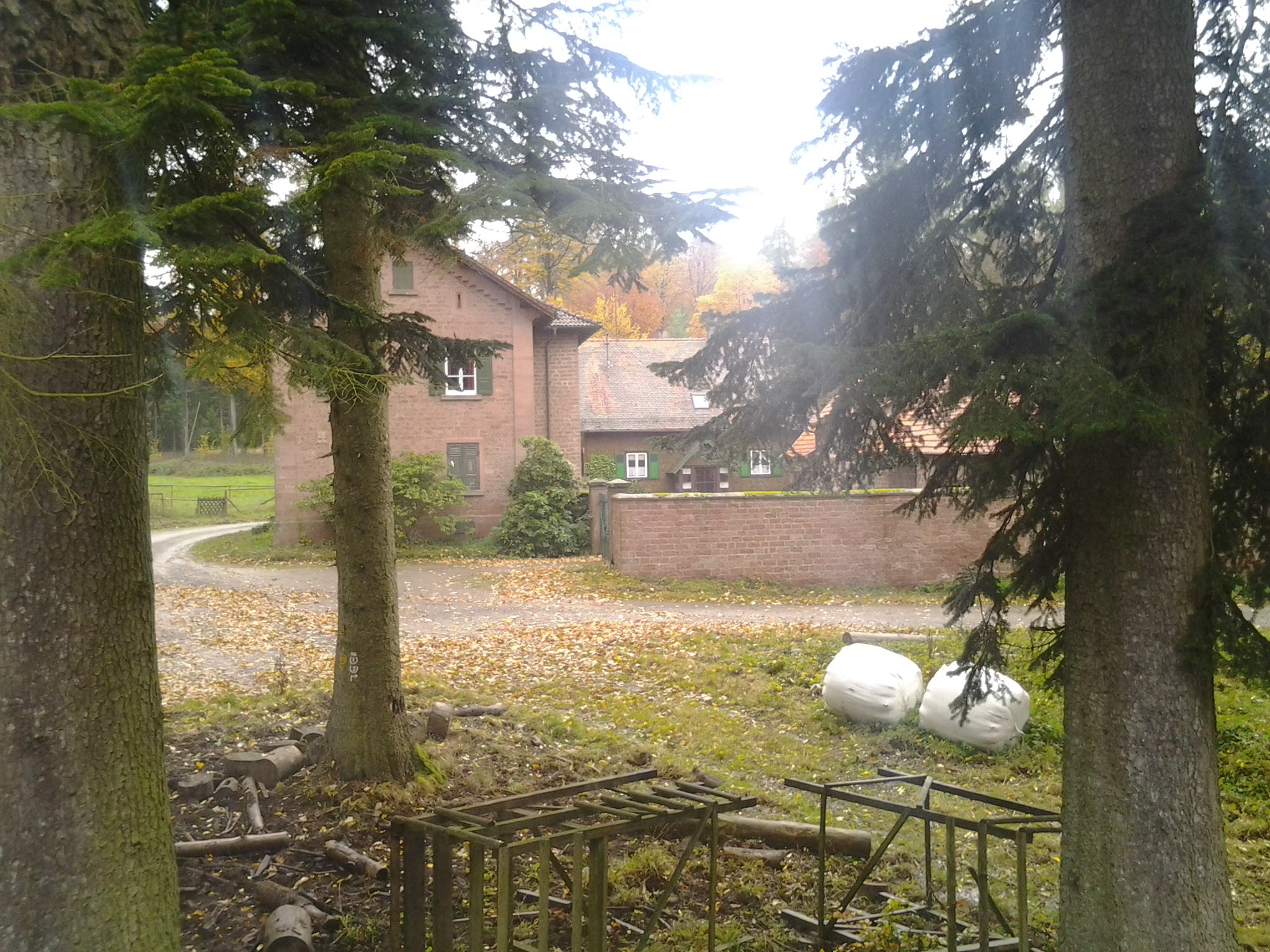
Seitenansicht des Jagdschlosses (links), rechts das Forsthaus

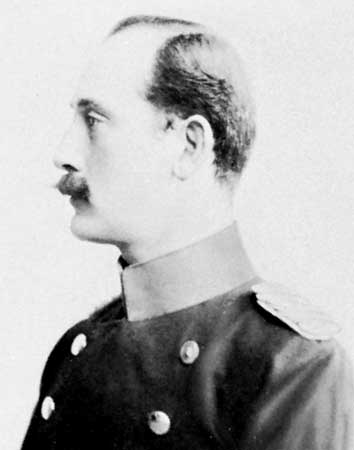
Der ehemalige Besitzer des Anwesens, Max von Baden, um 1900

Das ehemalige Jagdschloss Max-Wilhelmshöhe (auch Jagdschloss Wilhelmshöhe oder Jagdschloss Waldbrunn genannt) liegt im nördlichen Teil von Waldbrunn im Neckar-Odenwald-Kreis im nördlichen Baden-Württemberg nahe der Landesgrenze zu Hessen im Odenwald und dem Einzugsgebiet des Neckar.

## Lage
Das einfache Anwesen liegt im nördlichen Teil der Gemarkung Mülben, am nördlichen Ende einer Waldlichtung, die inmitten eines großen Waldgebietes auf 509 m ü. NHN oberhalb des Unterhöllgrundes liegt, der vom Reisenbach in einem nördlichen Halbkreis von Ost nach West umflossen wird und ca. 1,5 Kilometer südwestlich in die Itter mündet. Es führt nur eine Forststraße zum heutigen Forsthaus. Erreichbar ist der Ort auch von der Ortschaft Reisenbach und seinem Weiler Reisenbacher Grund, die, obwohl zur Nachbargemeinde Mudau gehörend, näher zum Anwesen liegen. Die Plateaufläche, an deren nordwestlichen Rand das ehemalige Jagdschlösschen liegt, wird als Winterhauch bezeichnet und zieht sich bis zum vierthöchsten Gipfel des Odenwaldes, dem Markgrafenwald, hin.

## Geografie und Geologie
Mehrere Wanderwege kreuzen den landschaftlich reizvoll gelegenen Platz, der Teil des Naturparks Neckartal-Odenwald und des Geo-Naturparks Bergstraße-Odenwald ist. Nicht weit vom Standort entfernt, befindet sich der Vulkanschlot des Katzenbuckels, höchster Berg des Odenwaldes. Nur wenige Kilometer nördlich liegen die Ruinen der Kastelle der alten Limeslinie des Neckar-Odenwald-Limes, wie zum Beispiel das Kleinkastell Seitzenbuche. Die ganze Hochfläche um das ehemalige Jagdschlösschen gehört geologisch zum Mittleren Buntsandstein und liegt geografisch im Hinteren Odenwald. Der Sandstein wurde in der Umgegend als Neckartäler Sandstein abgebaut.

## Geschichte
Das Anwesen des Jagdschlosses wurde um 1850 angelegt. Es gehörte wohl später dem Prinzen Max von Baden, dem das umliegende Jagdgebiet gehörte.

## Beschreibung
Das Jagdschloss besteht aus einem teilweise von einer Ziegelmauer umgrenzten Anwesen mit dem Herrenhaus, einem Forsthaus und verschiedenen Ökonomiegebäuden.
Das Herrenhaus des Jagdschlosses ist ein zweigeschossiger Sandsteinbau mit nach Süden (Schauseite) in Richtung Lichtung ausgerichtetem dreireihigem Mittelrisalit beidseitig einreihig verlängerter Rücklage und hat ein Satteldach. Es ist im Zwerchgiebel mit der Jahreszahl 1844 ausgezeichnet. Die Traufe ist treppenförmig bebändert gestaltet. Darunter befindet sich über dem mittleren Fenster im zweiten Stock groß das von einem schmalen Portal geschützte badische Wappen der Markgrafen von Zwingenberg-Baden. Nördlich, zum Innenbereich der Anlage, steht der Mittelrisalit mehrere Meter vor. Beide Risalite weisen eigene Satteldächer auf. Man kann dadurch das Gebäude auch als Zwerchhaus mit Kreuzdach ansehen. Beim Bau wurden Steine des abgegangenen Ortes Oberferdinandsdorf verwendet, der sich nur wenige Kilometer westlich befand.
Das nordwestlich anstoßende Forsthaus, in Ost-West-Richtung orientiert, ist ein eingeschossiges verschindeltes Haus mit Krüppelwalm. Parallel zum ehemaligen Jagdschloss befinden sich vier nach Süden ausgerichtete Ökonomiegebäude in Fachwerkkonstruktion mit Satteldächern, ebenfalls aus der Mitte des 19. Jahrhunderts.

## Heutige Nutzung
Das Anwesen befindet sich heute in Privatbesitz, dient als Forsthaus und kann nur von fern besichtigt werden. Das ehemalige Jagdschloss ist ein Kulturdenkmal von Baden-Württemberg in seiner Sachgesamtheit.